# Victor Zilberman
Victor Zilberman (Bucarest, 20 settembre 1947) è un ex pugile rumeno.

## Palmarès

### Olimpiadi
- 1 medaglia:
  - 1 bronzo (Montréal 1976 nei pesi welter)